# Antoine Blondin
Antoine Blondin (Parigi, 11 aprile 1922 – Parigi, 6 giugno 1991) è stato uno scrittore francese.
Fu legato al movimento letterario degli Ussari. Scrisse di sport sul quotidiano L'Équipe. È conosciuto anche con lo pseudonimo Tenorio.

## Biografia
Era figlio di un poeta, Germaine Blondin, e di una correttrice di bozze. Si laureò in lettere alla Sorbonne dopo aver studiato al Lycée Louis-le-Grand di Parigi e al Lycée Pierre Corneille di Rouen. Nel 1942 fu chiamato alle armi e inviato in Germania. Tale esperienza è alla base del romanzo L'Europe buissonnière, pubblicato nel 1949. L'opera gli fece vincere il Prix des Deux Magots e gli fece guadagnare l'amicizia di autori come Marcel Aymé, Roger Nimier e del filosofo Jean-Paul Sartre. Nel 1953, il critico Bernard Frank lo annoverò nel gruppo degli Ussari. Nonostante le sue simpatie di destra, fu amico del socialista François Mitterrand, che pure votò.
I suoi ultimi romanzi, Les Enfants du bon Dieu e L'Humeur vagabonde, furono collocati dai critici fra Stendhal e Jules Renard. Nel 1977 vinse il Prix Goncourt de la Nouvelle per Quat'saisons. Nel 1979 gli fu assegnato il Gran premio di letteratura dell'Accademia francese per l'insieme delle sue opere. Blondin scrisse su vari quotidiani supportando la destra in politica. Fu monarchico e scrisse per periodici monarchici come Aspects de la France, La Nation française e Rivarol. Scrisse anche di sport sul quotidiano L'Équipe, per il quale seguì ventisette edizioni del Tour de France e sette Olimpiadi.
Bon-vivant, è noto per le sue sbronze nel quartiere parigino Saint-Germain-des-Prés, per giocare al torero con le auto di passaggio e per essere stato fermato più volte in stato di ebbrezza. Blondin raccontò queste sue esperienze di vita nel romanzo autobiografico Monsieur Jadis ou L'École du Soir. È stato spesso ricercato per evasione fiscale.

## Opere principali
- Antoine Blondin, L'Europe buissonnière, Paris, La Table ronde, 1949.
- Antoine Blondin, Les Enfants du bon Dieu, Paris, La Table ronde, 1952.
- Antoine Blondin, L'Humeur vagabonde, Paris, La Table ronde, 1955.
- Antoine Blondin, Un singe en hiver, Paris, La Table ronde, 1959.
- Antoine Blondin e Paul Guimard, Un garçon d'honneur, Paris, La Table Ronde, 1960 (avec Paul Guimard.
- Antoine Blondin, Monsieur Jadis ou l'École du soir, Paris, La Table ronde, 1970.
- Antoine Blondin, Quat'saisons, Paris, La Table ronde, 1975.

### Opere tradotte in italiano
- Antoine Blondin, L'umore vagabondo, Milano, Longanesi, 1956.
- Antoine Blondin, Quando torna l'inverno, Torino, Edizioni dell'albero, 1963.
- Antoine Blondin, Una scimmia in inverno, Milano, Edizioni Settecolori, 2021.